# Lexus Skyjet
Lexus Skyjet – pojazd kosmiczny przyszłości, stworzony przez zespół pod kierownictwem głównego inżyniera firmy Lexus Takeaki Kato na zamówienie studia filmowego EuropaCorp, którym porusza się tytułowy bohater filmu fantastycznonaukowego „Valerian i miasto tysiąca planet” w reżyserii Luca Bessona.
Opływowy pojazd o kształtach myśliwca ma charakterystyczny dla samochodów tej marki grill o kształcie klepsydry z wyraźnie widocznym logo Lexusa oraz reflektory przypominające przednie światła sztandarowego coupe Lexus LC.